# أرنولد بيترسن
أرنولد بيترسن هو سياسي أمريكي، ولد في 16 أبريل 1885 في أودنسه في الدنمارك، وتوفي في 5 فبراير 1976.